# Miobantia aptera
Miobantia aptera är en bönsyrseart som beskrevs av Giglio-tos 1917. Miobantia aptera ingår i släktet Miobantia och familjen Thespidae. Inga underarter finns listade i Catalogue of Life.